# Макрелевый тунец
Макрелевый тунец.  или обыкновенная макрель-фрегат (лат. Auxis thazard) — вид лучепёрых рыб рода макрелетунцов семейства скумбриевых. Максимальная зарегистрированная длина составляет 65 см. Обитают в прибрежных тропических и субтропических водах всех океанов. Питаются планктоном, головоногими и мелкими рыбами. Является объектом целевого промысла.

## Ареал
Эти пелагические и неритические рыбы обитают в тропических и субтропических водах всех океанов, между 61° с. ш. и 51° ю. ш. В Атлантическом океане довольно редки. Температура воды в среде обитания около 28 °С. У побережья России в тёплое время года заходят в залив Петра Великого. Образуют крупные косяки. Встречаются на глубине до 200 м. Подвид Auxis thazard thazard распространён в тропических и субтропических водах всех океанов, а подвид Auxis thazard brachydorax обитает в восточной части Тихого океана.

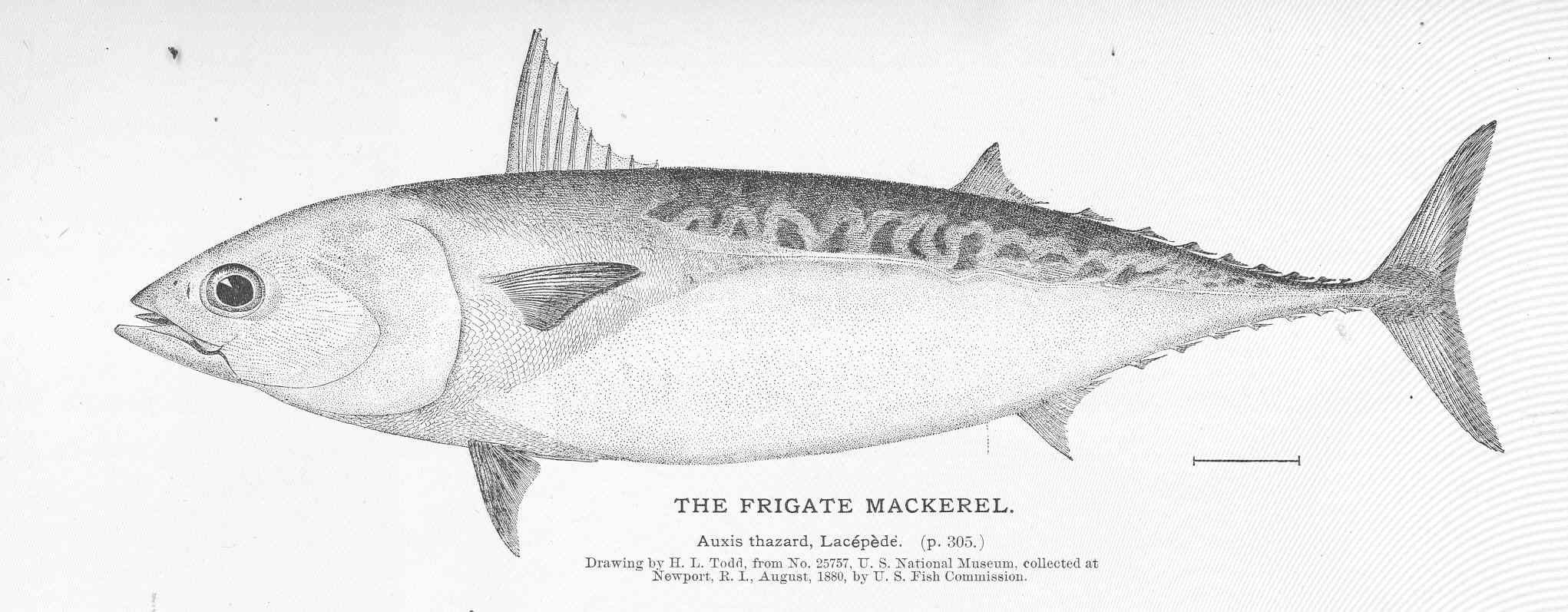
Старинная гравюра с изображением макрелевого тунца (1884)

## Описание
Максимальный размер рыбы составляет 65 см. Максимальная зарегистрированная масса трофейной рыбы 1,7 кг. У макрелевых тунцов веретеновидное плотное тело, округлое в поперечнике. Зубы мелкие, конические. Имеется 2 спинных плавниках. В первом спинном плавнике 10—12 колючих и 10—13 мягких лучей. Позади второго спинного и анального плавников пролегает ряд из 7—9 мелких дополнительных плавничков. Грудные плавники короткие, но достигают воображаемой вертикальной линии, проведённой по краю лишённой чешуи области позади панциря в передней части тела. В анальном плавнике 10—14 мягких лучей. По обе стороны хвостового стебля пролегает длинный медиальный киль и 2 небольших киля по бокам от него ближе к хвостовому плавнику. Вентральная поверхность тела позади хорошо развитого панциря в передней части, образованного крупными чешуями, лишена чешуи. В части корсета, проходящей вдоль боковой линии в области второго спинного плавника всего около 5 рядов чешуй. Плавательный пузырь отсутствует. Количество позвонков 39, из которых 19 в хвостовом отделе позвоночника. Спина синеватого цвета, который переходит в тёмно-фиолетовый и почти чёрный на голове. Позади первого спинного плавника спину покрывают 15  узких тёмных, волнистых, косых или почти горизонтальных полос. Нижняя сторона тела и брюхо белые без пятен и полос. Брюшные и грудные плавники фиолетовые, внешний край чёрный.

## Биология
Макрелевые тунцы ведут стайный образ жизни в поверхностных слоях и часто выпрыгивают из воды. Часто встречаются вместе с полосатым тунцом и образуют косяки с крупной скумбрией.
Размножаются икрометанием. Сезон размножения зависит от района обитания. В восточной части Тихого океана половозрелые особи попадаются круглый год. У берегов Коста-Рики нерест проходит с наибольшей интенсивностью с декабря по апрель, а в водах Японии пик приходится на июль. В южной части Индийского океана сезон размножения длится с августа по апрель, к северу от экватора —  с января по апрель. Максимальная плодовитость оценивается в 1,37 млн икринок в год, а в Индийском океане колеблется между 200 тыс. и 1,06 млн икринок за нерест в зависимости от размера самки. В водах Таиланда самки макрелевого тунца достигают половой зрелости при длине 31—33 см. Продолжительность жизни оценивается в 4 года. В экваториальной Атлантике годовалые рыбы имеют в среднем длину 22,9 см, двухлетние — 30,4 см, трёхлетние — 36,7 см, а четырёхлетние — 40,4 см.
Рацион в основном состоит их крупных планктонных ракообразных и мелкой рыбы. Распространён каннибализм. На макрелевых тунцов охотятся крупные тунцы, марлины, барракуды и акулы. Эти рыбы ввиду своей многочисленности и широкого распространения являются важным компонентом трофической цепи.

## Взаимодействие с человеком
Является объектом коммерческого промысла . Макрелевых тунцов промышляют крючковыми орудиями лова, жаберными сетями и кошельковыми неводами. Эти рыбы служат сырьём для производства консервов . Эти рыбы попадаются в качестве прилова в ходе промысла желтопёрого тунца и скипджека с помощью кошельковых неводов. Международный союз охраны природы оценил охранный статус вида как «Вызывающий наименьшие опасения».
| Год          | 2004  | 2005  | 2006  | 2007  | 2008  | 2009 | 2010 | 2011  | 2012  | 2013   | 2014   | 2015  |
| Улов, тыс. т | 17,74 | 89,85 | 83,88 | 93,86 | 81,35 | 99,8 | 82,5 | 81,33 | 89,08 | 122,53 | 161,89 | 137,7 |